# Спасская Полисть (железнодорожная станция, населённый пункт)
Спа́сская Поли́сть — железнодорожная станция как населённый пункт в Чудовском районе Новгородской области России. Входит в Трегубовское сельское поселение.

## География
Расположена при железнодорожной станции Спасская Полисть, примерно в 125 км южнее Санкт-Петербурга, примерно в 300 метрах от федеральной автомобильной дороги «Россия» М10 (E 105), восточнее деревни Спасская Полисть.

## Топоним
Название происходит от слова, уже вышедшего из употребления, — полисть, которое означает болото, топь, трясина. Здесь протекает небольшая река Полисть, слева впадающая в Волхов. Существует также местная легенда, что название происходит от князя Руса, героя «Сказания о Словене и Русе и городе Словенске», который одну из рек назвал в честь жены Полины — Полисть. ещении почтовой станции и слушает разговор супружеской четы о злоупотреблениях новгородского наместника.

## История
Участок железной дороги Чудово — Новгород — Шимск — Старая Русса введён в эксплуатацию 18 мая 1871 года.
В годы Великой Отечественной войны в близлежащих лесах попала в окружение 2-я ударная армия генерала Власова.
Бо́льшая часть железной дороги не восстановлена после Великой Отечественной войны.

## Население
| 2010 |
| ---- |
| 24   |

## Инфраструктура
Железная дорога однопутная, электрифицированная. На станции останавливаются пригородные поезда.

## Транспорт
Доступен автомобильным и железнодорожным транспортом.